# Amt Döbern-Land

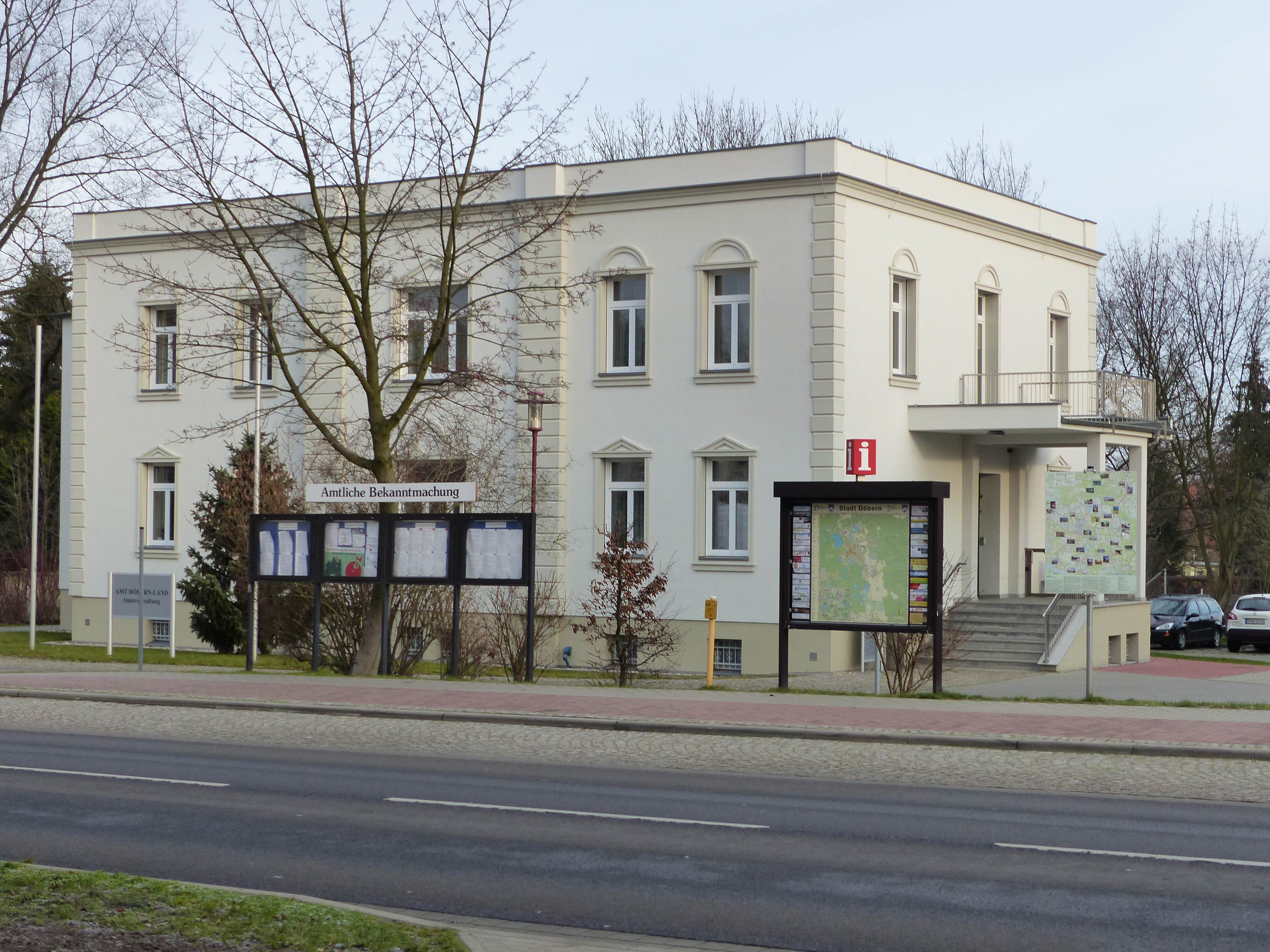
Hauptstelle der Amtsverwaltung in Döbern

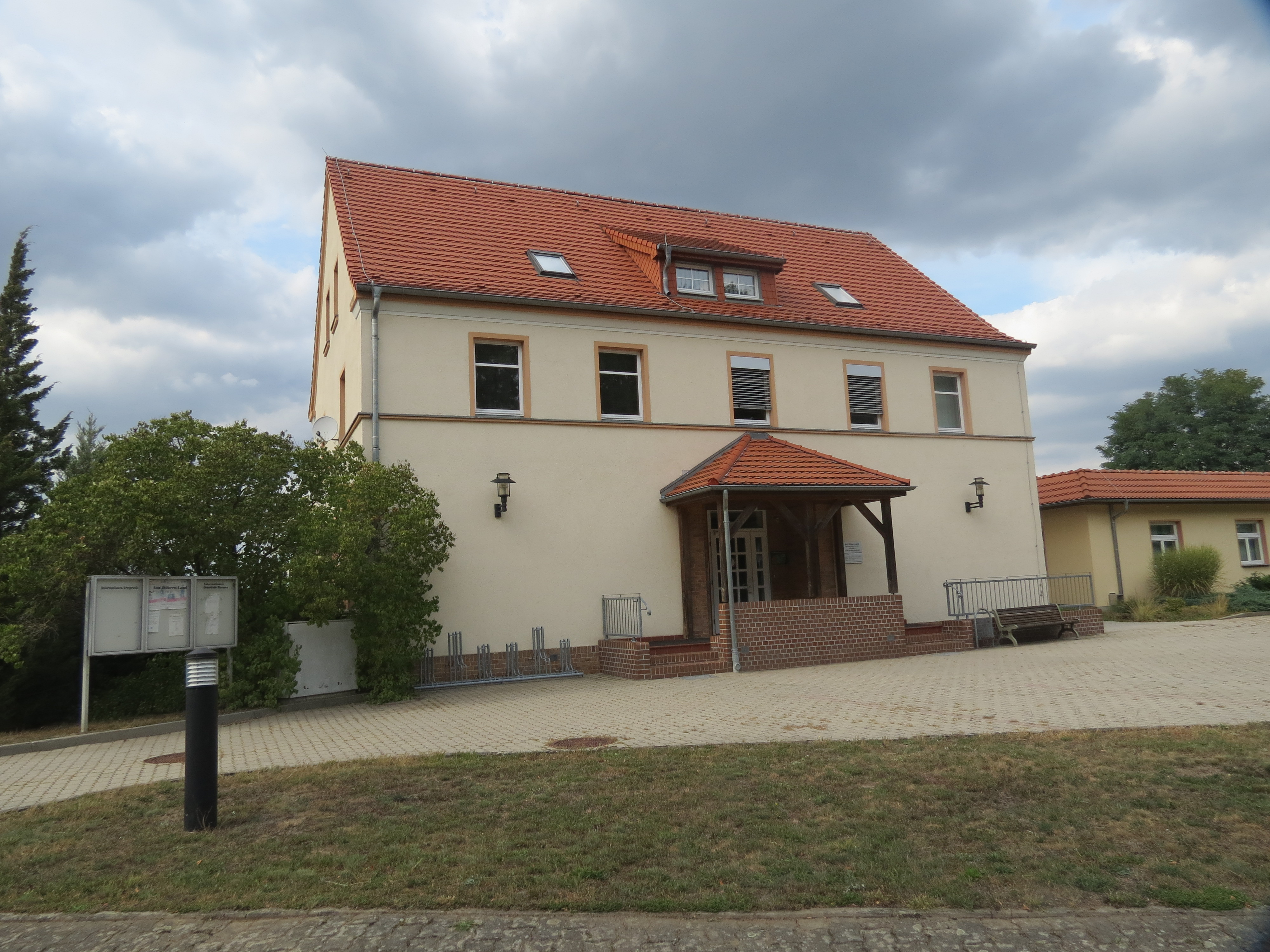
Amt Döbern-Land, Zweigstelle Hornow (Fachbereich Finanzen, Fachbereich Bauen und Gebäude- und Liegenschaftsmanagement, Wirtschaftsförderung und Tourismus)

Das Amt Döbern-Land, niedersorbisch Amt Derbno-kraj, ist ein 1992 gebildetes Amt im Landkreis Spree-Neiße des Landes Brandenburg, in dem sich 14 Gemeinden in den damaligen Kreisen Spremberg und Forst (heute im Landkreis Spree-Neiße) zu einem Verwaltungsverbund zusammengeschlossen haben. Sitz der Amtsverwaltung ist die Stadt Döbern. 2003 wurde das Amt Hornow/Simmersdorf eingegliedert.

## Geographische Lage
Das Amt Döbern-Land liegt im Südosten des Landkreises Spree-Neiße und grenzt im Norden an die Stadt Forst (Lausitz), über jeweils sehr kurze Strecken auch an die Stadt Cottbus und das Amt Peitz, im Osten an die Republik Polen, im Süden an das Land Sachsen und im Westen an die Stadt Spremberg und die Gemeinde Neuhausen/Spree.

## Gemeinden und Ortsteile
Folgende Gemeinden gehören zum Amt Döbern-Land:
- Döbern (Stadt) mit dem Gemeindeteil Eichwege[3]
- Felixsee mit den Ortsteilen Bloischdorf (Błobošojce), Bohsdorf, Friedrichshain, Klein Loitz und Reuthen[4]
- Groß Schacksdorf-Simmersdorf mit den Ortsteilen Groß Schacksdorf und Simmersdorf sowie dem Gemeindeteil Waldsiedlung[5]
- Jämlitz-Klein Düben mit den Ortsteilen Jämlitz und Klein Düben und den Gemeindeteilen Jämlitz-Hütte und Zschorno[6]
- Neiße-Malxetal mit den Ortsteilen Groß Kölzig, Jerischke, Jocksdorf, Klein Kölzig und Preschen sowie den bewohnten Gemeindeteilen Bahren, Pusack, Zelz, Gosda II und Raden[7]
- Tschernitz mit den Ortsteilen Tschernitz und Wolfshain[8]
- Wiesengrund mit den Ortsteilen Gahry (Garjej), Gosda (Gózd), Jethe (Jaty), Mattendorf (Matyjojce) und Trebendorf (Trjebejce) sowie den bewohnten Gemeindeteilen Dubrau (Dubrawa), Klinge (Klinka) und Smarso (Smaržow)[9]

Offiziell zweisprachig sind die Gemeinden Wiesengrund und Felixsee.

## Geschichte
Am 4. April 1992 unterzeichneten die Bürgermeister von 14 Gemeinden eine öffentlich-rechtliche Vereinbarung zur beabsichtigten Bildung des Amtes Döbern-Land. Am 14. Juli 1992 erteilte der Minister des Innern des Landes Brandenburg seine Zustimmung zur Bildung des Amtes. Als Zeitpunkt des Zustandekommens des Amtes wurde der 31. Juli 1992 festgelegt. Es hat seinen Sitz in der Stadt Döbern und bestand zunächst aus 14 Gemeinden in den damaligen Kreisen Forst und Spremberg (in der Reihenfolge der Nennung im Amtsblatt):
1. Groß Kölzig
2. Klein Kölzig
3. Preschen
4. Jerischke
5. Mattendorf (im Amtsblatt Maltendorf geschrieben)
6. Döbern
7. Tschernitz
8. Friedrichshain
9. Wolfshain
10. Reuthen
11. Bohsdorf
12. Klein Loitz
13. Klein Düben
14. Jämlitz

Im Jahr seiner Gründung (Stand: 31. Dezember 1992) hatte das Amt Döbern-Land 10.985 Einwohner.
Zum 31. Dezember 2001 fanden mehrere Gemeindezusammenschlüsse statt:
- die Gemeinden Jämlitz und Klein Düben schlossen sich zur neuen Gemeinde Jämlitz-Klein Düben zusammen[13]
- die Gemeinden Groß Kölzig, Jerischke, Jocksdorf (Amt Hornow/Simmersdorf), Klein Kölzig und Preschen schlossen sich zur neuen Gemeinde Neiße-Malxetal zusammen[14]
- die Gemeinden Gahry, Gosda, Trebendorf und Jethe (Amt Hornow/Simmersdorf) und die Gemeinde Mattendorf (Amt Döbern-Land) bildeten die neue Gemeinde Wiesengrund[15]
- die Gemeinden Bloischdorf (Amt Hornow/Simmersdorf) sowie Bohsdorf, Friedrichshain und Klein Loitz (Amt Döbern-Land) schlossen sich zur neuen Gemeinde Felixsee zusammen.[16] Die neue Gemeinde wurde dem Amt Döbern-Land zugeordnet.

Mit der Eingliederung der Gemeinden Graustein, Groß Luja, Lieskau und Türkendorf in die Stadt Spremberg unterschritt das Amt Hornow/Simmersdorf die für die Erhaltung eines Amtes notwendige Zahl von 5000 Einwohnern deutlich und wurde zum 5. März 2003 aufgelöst. Die zu der Zeit dem Amt angehörigen Gemeinden Wiesengrund, Groß Schacksdorf-Simmersdorf und Hornow-Wadelsdorf wurden dem Amt Döbern-Land zugeordnet.
Zum 26. Oktober 2003 wurde Reuthen per Gesetz in die Gemeinde Felixsee und Wolfshain in die Gemeinde Tschernitz eingegliedert. Damit hatte das vergrößerte Amt Döbern-Land acht amtsangehörige Gemeinden.
Zum 1. Januar 2016 wurde Hornow-Wadelsdorf nach Spremberg eingemeindet. Seither gehören zum Amt sieben Gemeinden.

## Bevölkerungsentwicklung
| Jahr | Einwohner |
| ---- | --------- |
| 1992 | 11.404    |
| 1995 | 11.257    |
| 2000 | 11.348    |
| 2005 | 13.754    |
| 2010 | 12.702    |
| 2015 | 11.835    |

| Jahr | Einwohner |
| ---- | --------- |
| 2020 | 10.574    |
| 2021 | 10.462    |
| 2022 | 10.252    |
| 2023 | 10.133    |
| 2024 | 10.027    |

Gebietsstand des jeweiligen Jahres, Einwohnerzahl: Stand 31. Dezember, von 2011 bis 2021 auf Basis des Zensus 2011, ab 2022 auf Basis des Zensus 2022

## Politik

### Amtsdirektoren
- 1992–2008: Werner Guckenberger[22]
- 2008–2016: Günter Quander[23]
- 2016–2019: vakant
- 2019–2023: Anja Redlow
- seit 2024: Manuela Mahnke

Die Stelle war zwischen 2016 und 2019 vakant.  Bis zum 31. Dezember 2018 war Mike Lenke amtierender Amtsdirektor, seit dem 1. Januar 2019 Sören Reichelt.
Anja Redlow wurde am 9. Mai 2019 durch den Amtsausschuss für acht Jahre zur Amtsdirektorin gewählt. Am 4. September 2023 wurde sie vom Amtsausschuss wieder abgewählt. Am 15. April 2024 wählte der Amtsausschuss Manuela Mahnke zur neuen Amtsdirektorin; sie trat das Amt am 13. Mai 2024 an.

### Amtsausschuss
Der Amtsausschuss ist das oberste Entscheidungsorgan des Amtes. Er trifft alle für das Amt wichtigen Entscheidungen und überwacht deren Umsetzung durch den Amtsdirektor. Mitglieder im Amtsausschuss sind die Bürgermeister der das Amt bildenden Gemeinden und je nach Größe der jeweiligen Gemeinde weitere ein bis drei weitere Gemeindevertreter.
Der Amtsausschussvorsitzende wird aus der Mitte des Amtsausschusses gewählt. Erster Amtsausschussvorsitzender war seit 1992 Dieter Prenzel. Weitere Vorsitzende des Amtsausschusses waren Dirk Eidtner (1998–2003), Egbert S. Piosik (2003–2014 und 2016–2019), Eberhard Müller (2014–2016 Rücktritt) und Jörg Rakete (seit 2019).

### Wappen
Das Wappen wurde am 17. November 1994 genehmigt.
Blasonierung: „Geviert von 1:4 Grün und 2:3 Silber; vorn oben ein silberner Kelch; hinten oben ein grüner Nadelbaum; vorn untern zwei gekreuzte schwarze Berghämmer; hinten unten zwei gegeneinander versetzte, aufrechte goldene Ähren.“

## Belege
1. ↑  Bevölkerungsstand im Land Brandenburg Dezember 2024 (Fortgeschriebene amtliche Einwohnerzahlen, basierend auf dem Zensus 2022) (Hilfe dazu).
2. ↑  Kommunalverzeichnis Brandenburg
3. ↑  
Hauptsatzung der Stadt Döbern vom 19. Juli 2012 (Memento vom 21. Februar 2014 im Internet Archive)
4. ↑  
Hauptsatzung der Gemeinde Felixsee vom 11. Februar 2009
5. ↑  
Hauptsatzung der Gemeinde Groß Schacksdorf-Simmersdorf vom 12. Februar 2009 (Memento vom 21. Februar 2014 im Internet Archive)
6. ↑  
Hauptsatzung der Gemeinde Jämlitz-Klein Düben vom 18. März 2009 (Memento vom 21. Februar 2014 im Internet Archive)
7. ↑  
Hauptsatzung der Gemeinde Neiße-Malxetal vom 25. Februar 2009 (Memento vom 21. Februar 2014 im Internet Archive)
8. ↑  
Hauptsatzung der Gemeinde Tschernitz vom 26. März 2009 (Memento vom 21. Februar 2014 im Internet Archive)
9. ↑  
Hauptsatzung der Gemeinde Wiesengrund vom 10. Februar 2009 (Memento vom 21. Februar 2014 im Internet Archive)
10. ↑  
Zur Geschichte der Stadt Döbern
11. ↑  
Bildung der Ämter Oranienburg-Land und Döbern-Land. Bekanntmachung des Ministers des Innern vom 16. Juli 1992. Amtsblatt für Brandenburg - Gemeinsames Ministerialblatt für das Land Brandenburg, 3. Jahrgang, Nummer 58, 12. August 1992, S. 1015. Online
12. ↑  
Beitrag zur Statistik Landesbetrieb für Datenverarbeitung und Statistik Historisches Gemeindeverzeichnis des Landes Brandenburg 1875 bis 2005 19.13 Landkreis Spree-Neiße PDF
13. ↑  
Bildung einer neuen Gemeinde Jämlitz-Klein Düben. Bekanntmachung des Ministeriums des Innern vom 10. Dezember 2001. Amtsblatt für Brandenburg Gemeinsames Ministerialblatt für das Land Brandenburg, 12. Jahrgang, 2001, Nummer 52, 27. Dezember 2001, S. 902 PDF
14. ↑  
Bildung einer neuen Gemeinde Neiße-Malxetal. Bekanntmachung des Ministeriums des Innern vom 11. Dezember 2001. Amtsblatt für Brandenburg Gemeinsames Ministerialblatt für das Land Brandenburg, 12. Jahrgang, 2001, Nummer 52, 27. Dezember 2001, S. 903 PDF
15. ↑  
Bildung einer neuen Gemeinde Wiesengrund. Bekanntmachung des Ministeriums des Innern vom 10. Dezember 2001. Amtsblatt für Brandenburg Gemeinsames Ministerialblatt für das Land Brandenburg, 12. Jahrgang, 2001, Nummer 52, 27. Dezember 2001, S. 902 PDF
16. ↑  
Bildung einer neuen Gemeinde Felixsee. Bekanntmachung des Ministeriums des Innern vom 12. Dezember 2001. Amtsblatt für Brandenburg Gemeinsames Ministerialblatt für das Land Brandenburg, 12. Jahrgang, 2001, Nummer 52, 27. Dezember 2001, S. 902/3 PDF
17. ↑  
Auflösung des Amtes Hornow/Simmersdorf und Änderung des Amtes Döbern-Land. Bekanntmachung des Ministeriums des Innern vom 13. Februar 2003. Amtsblatt für Brandenburg Gemeinsames Ministerialblatt für das Land Brandenburg, 14. Jahrgang, 2003, Nummer 9, 5. März 2003, S. 275 PDF
18. 1 2  
Sechstes Gesetz zur landesweiten Gemeindegebietsreform betreffend die Landkreise Dahme-Spreewald, Elbe-Elster, Oberspreewald-Lausitz, Oder-Spree und Spree-Neiße (6.GemGebRefGBbg) vom 24. März 2003, Gesetz- und Verordnungsblatt für das Land Brandenburg, I (Gesetze), 2003, Nr. 05, S. 93
19. ↑  Historisches Gemeindeverzeichnis des Landes Brandenburg 1875 bis 2005. Landkreis Spree-Neiße. S. 12–13
20. ↑  Bevölkerung im Land Brandenburg von 1991 bis 2017 nach Kreisfreien Städten, Landkreisen und Gemeinden, Tabelle 7
21. ↑  Amt für Statistik Berlin-Brandenburg (Hrsg.): Statistischer Bericht A I 7, A II 3, A III 3. Bevölkerungsentwicklung und Bevölkerungsstand im Land Brandenburg (jeweilige Ausgaben des Monats Dezember)
22. ↑  
Werner Guckenberger nimmt Abschied. In: Lausitzer Rundschau, 25. Oktober 2008.
23. ↑  
Jürgen Scholz im Gespräch mit Günter Quander: Amtsdirektor Günter Quander will Döbern voranbringen (Memento vom 22. Februar 2014 im Internet Archive). Lausitzer Rundschau vom 3. November 2008.
24. ↑  Amtsverwaltung weiter ohne Chef. Lausitzer Rundschau, 9. Oktober 2018.
25. ↑  
Anja Redlow ist Amtsdirektorin in Döbern-Land. Lausitzer Rundschau, 9. Mai 2019, abgerufen am 5. September 2023.
26. ↑  
Amtsausschuss setzt Amtsdirektorin Anja Redlow vor die Tür. Lausitzer Rundschau, 4. September 2023, abgerufen am 5. September 2023.
27. ↑  Marcel Laggai: Unterstellungen vor Wahlsieg – neue Chefin redet Klartext. Lausitzer Rundschau, 17. April 2024, abgerufen am 17. April 2024.
28. ↑  
Wappenangaben auf dem Dienstleistungsportal der Landesverwaltung des Landes Brandenburg